# Лалонд Гордон
Лалонд Гордон (енгл. Lalonde Gordon; Lowlands (Тобаго), 25. новембар 1988) је атлетски спринтер Тринидада и Тобага, који се специјализовао за 400 м. Освојио је бронзану медаљу на Олимпијским играма у Лондону 2012. са личним рекордом од 44,52 секундe. Други је тркач своје земље на 400 м иза Ијана Мориса.
На истим Играма освојио је и другу бронзану медаљу са штафетом 4 х 400 м, поставивши државни рекорд у квалификацијама 3:00,38.

## Каријера
Рођен у Lowlands на острву Тобаго. Такмичио се у атлетици од малих ногу. Са 7 година породица се преселила у ЊујоркПреселио се у Њујорк у Сједињеним Америчким Државама на седам година. Самовољно је одустао као тинеџер 2003. године. За време школовања на Mohawk Valley Community College вратио на тренинг у 2009. са надом да представља школу. Такмичио се на 200 и 400метара. Касније је одлучио да се фокусира на дужу дисциплину, упркос чињеници да је у почетку није волео.
У националном првенству 2010. Гордон је победио на 200 м постигавши резултат бољи од 21. секунду (20,96 сек.), а у трци на 400 м био други. Месец дана касније постао је члан националне штафете 4 х 400 м и на Играма Средње Америке и Кариба освојио бронзану медаљу. Исте године на Играма Комонвелта у полуфиналу трке на 400 м истрчао је своје најбоље време 46,33 сек.
Следеће године победио је први пут на међународном атлетском митингу у Рабату испред Вилијама Калоза са новим личним рекордом од 45,51 секунду.
На Светском првенству у дворани 2012., штафета Тринидада и Тобага 4 х 400 м у саставу: Лалонде Гордон, Рени Куов, Џерем Ричардс и Џарин Саломон освојила је бронзану медаљ са новим нациоалним рекордом у дворани 3:06,85. 
Исте године на Олимпијским играма 2012. у Лондону освојио је две бронзане медаље. Трећи је са новим личним рекордом на 400 метара иза Кирани Џејмса из Гренаде и Лугелина Сантоса из Доминиканске Репоблике. Другу борнзну медаљу освојио је са штафетом 4 х 400 м, са Џарином Соломоном, Алијем Алејном–Фортијен, Дионон Леондром поставивши поново национални рекорд 2:59,40.
У припремама за Лондон у мају поставио је 3 нова лична рекорда: 10,45 на 100 метара, 20,62 за 200 м и на 400 м догађај у 45,33 у јуну, а на националном првенству, победио је браниоца титуле Ренија Куова на 400 м и помогао у штафети 4 х 400 да постави нови национални рекорд (3:00,45 минута).
Гордон се у марту 2016. пре Светског првенства у дворани налазио на 3. месту светске годишње ранг листе.<ref>Светска ранг листа тркача на 400 метара у дворани за 2016.Прибављено 11.5. 2016.45,51, одмах иза будућег светског прака Чеха Павела Маслака (45,44).

## Значајнији резултати
| Година            | Такмичење                         | Место             | Дисциплина        | Пласман           | Резултат          | Детаљи            |
| Тринидад и Тобаго | Тринидад и Тобаго                 | Тринидад и Тобаго | Тринидад и Тобаго | Тринидад и Тобаго | Тринидад и Тобаго | Тринидад и Тобаго |
| ----------------- | --------------------------------- | ----------------- | ----------------- | ----------------- | ----------------- | ----------------- |
| 2010.             | Игре Средње Америке и Кариба      | Мајагвез          | 3.                | 4 × 400 м         | 3:04,07           |                   |
| 2011.             | Првенство Средње Америке и Кариба | Мајагвез          | 2.                | 4 × 400 м         | 3:01,65           |                   |
| 2012.             | Светско првенство у дворани       | Истанбул          |                   | 4 × 400 м         | 3:06,85           |                   |
| 2012.             | Олимпијске игре                   | Лондон            |                   | 400 м             | 44,52             |                   |
| 2012.             | Олимпијске игре                   | Лондон            |                   | 4 × 400 м         | 2:59,40           |                   |
| 2014.             | Светско првенство штафета         | Насау             |                   | 4 × 400 м         | 2:58,34           |                   |
| 2014.             | Игре Компнвелта                   | Глазгов           | 3.                | 400 м             | 44,78             |                   |
| 2014.             | Игре Компнвелта                   | Глазгов           | 3.                | 4 × 400 м         | 3:01,51           |                   |
| 2015.             | Светско првенство штафета         | Насау             | 7.                | 4 × 400 м         | 3:03,10           |                   |
| 2015.             | Првенство Средње Америке и Кариба | Сан Хосе          | 1.                | 400 м             | 44,89             |                   |
| 2016.             | Светско првенство у дворани       | Портланд          | 6.                | 400 м             | 47,63             |                   |
| 2016.             | Светско првенство у дворани       | Портланд          |                   | 4 × 400 м         | 3:05,51 НР        |                   |

## Лични рекорди
| Дисциплина | Дисциплина   | Резултат | Место         | Датум            |
| ---------- | ------------ | -------- | ------------- | ---------------- |
| 200 м      | На отвореном | 20,26    | Порт ов Спејн | 23. јун 2013.    |
| 200 м      | У дворани    | 20,58    | Бостон        | 28. јануар 2012. |
| 400 м      | На отвореном | 44,52    | Лондон        | 6. август 2012.  |
| 400 м      | У дворани    | 45,17    | Бостон        | 8. фебруар 2014. |